# 1753.
◄ | 17. stoljeće | 18. stoljeće | 19. stoljeće | ►
◄ | 1720-ih | 1730-ih | 1740-ih | 1750-ih | 1760-ih | 1770-ih | 1780-ih | ►
◄◄ | ◄ | 1750. | 1751. | 1752. | 1753. | 1754. | 1755. | 1756. | ► | ►►
Arhitektura • Astronomija • Biologija • Glazba • Kazalište • Kemija • Kiparstvo • Knjige • Književnost • Kršćanstvo • Medicina • Politika • Pravo • Promet • Slikarstvo • Znanost

## Rođenja
- 20. studenog – Louis Alexandre Berthier, francuski maršal († 1815.)

## Smrti
- 14. siječnja – George Berkeley, irski filozof

## Vanjske poveznice
|  | Zajednički poslužitelj ima još gradiva o temi 1753. |